# Possessed
Possessed (engl.: „besessen“) ist eine der ersten Death-Metal-Bands. Die Band ist in San Francisco, USA, ansässig. Der Begriff „Death Metal“ leitet sich höchstwahrscheinlich von der Demokassette Death Metal ab, die 1984 aufgenommen wurde.

## Geschichte

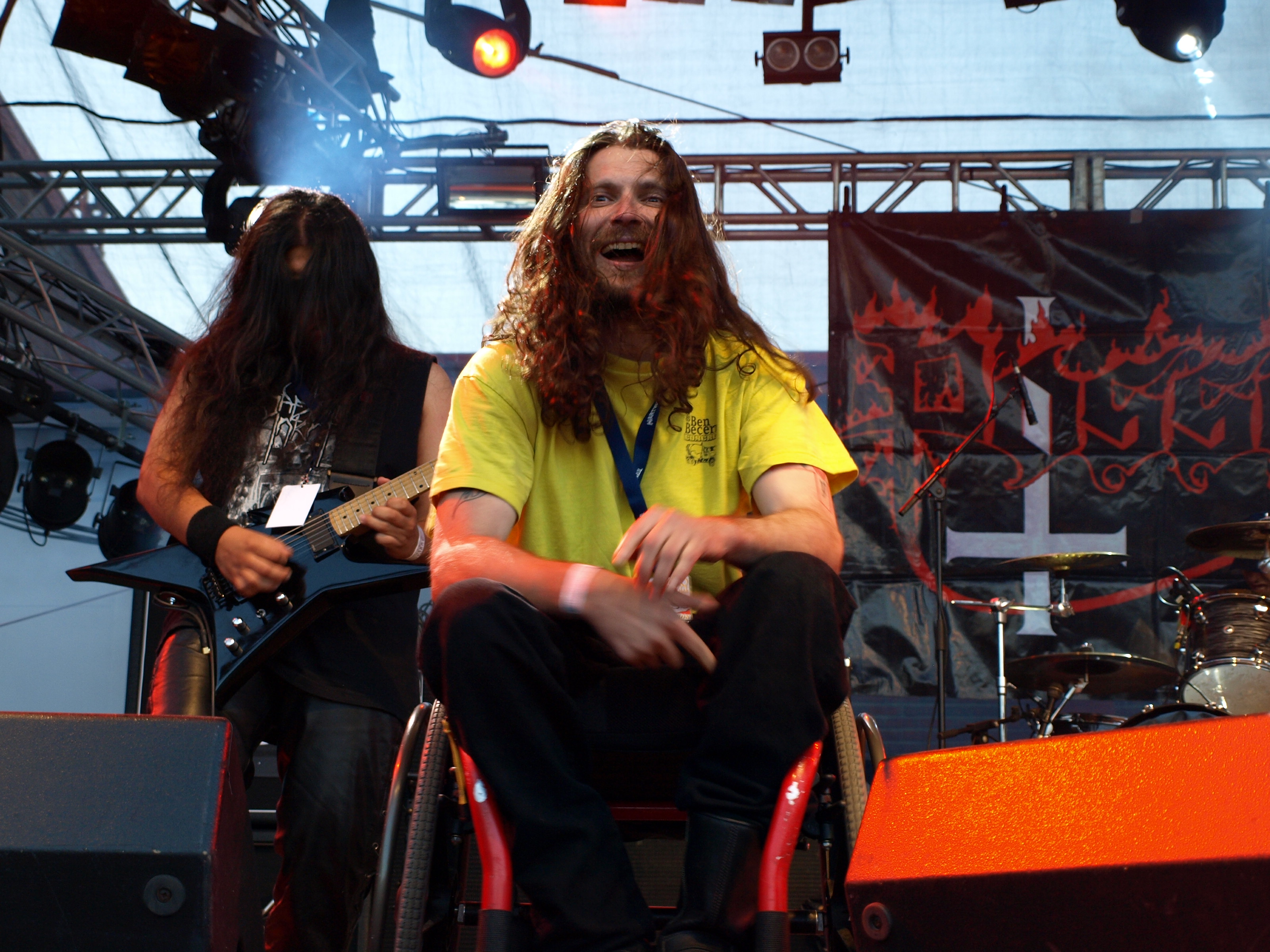
Jeff Becerra (im Hintergrund Ernesto Bueno), 2008

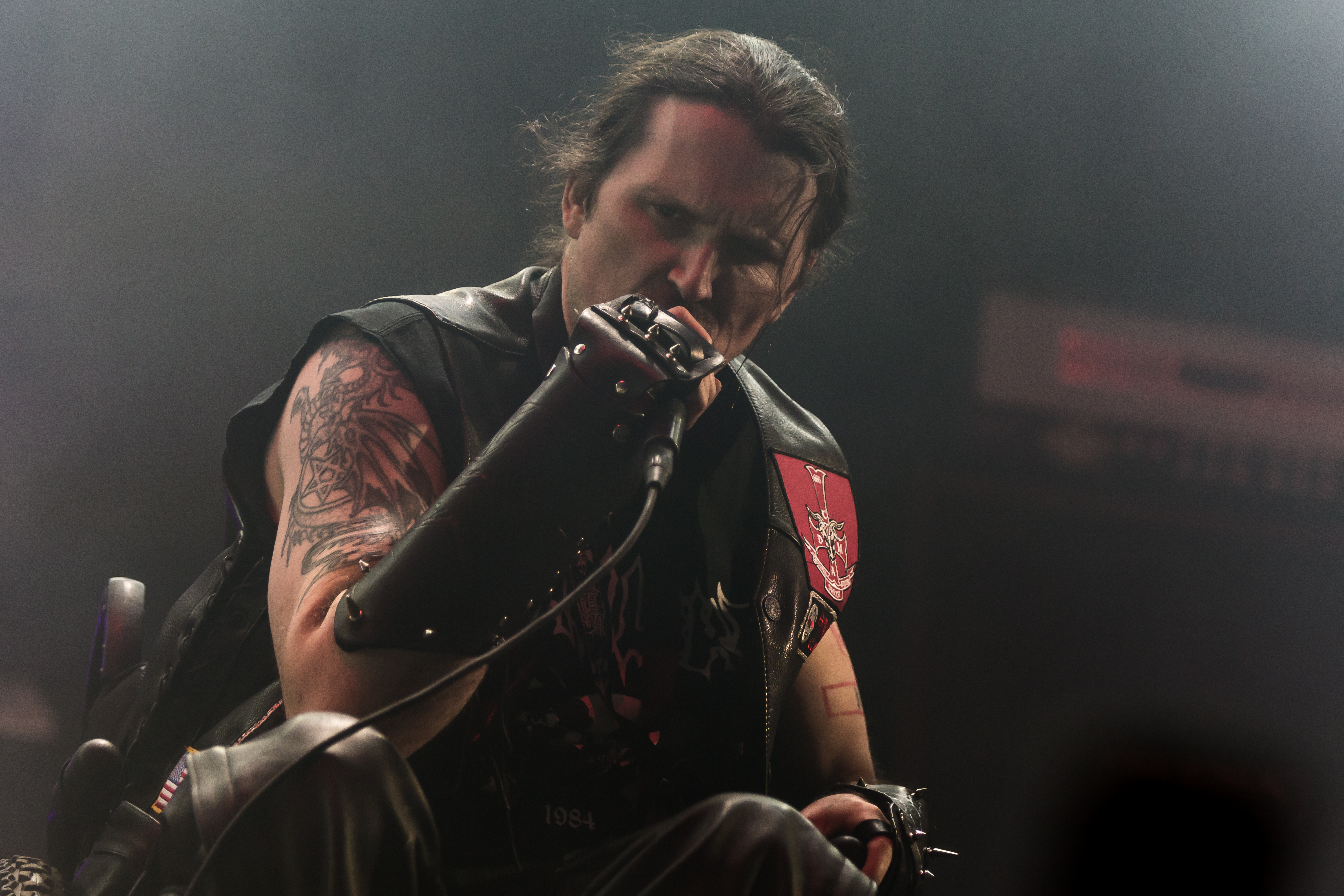
Jeff Becerra beim Party.San 2017

Die Band wurde im Jahr 1983 gegründet. Zu Beginn spielte man Thrash Metal, der von Bands wie Exodus, Motörhead oder Venom beeinflusst war. Das 1985 veröffentlichte Debütalbum Seven Churches gilt allgemein als erste Death-Metal-Veröffentlichung, zumal auch einer der Songs auf dem Album so heißt. Zu Anfang war die Zuordnung der Band zu einem bestimmten Genre nicht ganz klar: So wurden Possessed im Rock-Hard-Magazin anfangs fälschlicherweise als Hardcore-Band bezeichnet. Seven Churches ist wegen seiner guten Produktion und des prägnanten Gitarrenspiels bis heute ein Meilenstein des Genres. Zusätzlich schafften es Possessed, durch ein radikal wirkendes Image alle Aufmerksamkeit auf sich zu ziehen: Das Cover der LP zierte lediglich das Band-Logo, bestehend aus Frakturschrift mit Flammen und einem umgedrehten Kreuz. Auf der Rückseite des Covers sah man die Mitglieder der Band (kunst-)blutverschmiert und mit umgedrehten Kreuzen posieren, auf die teilweise nachträglich Flammen kopiert wurden. Die Band wollte ursprünglich echtes Schweineblut verwenden, wurde deswegen aber für geisteskrank gehalten und nutzte letztlich Maissirup und rote Lebensmittelfarbe statt echten Bluts.
Deaths Debütalbum Scream Bloody Gore wurde mit Possessed verglichen, umgekehrt wurde Seven Churches auch als von den Death-Demos beeinflusst angesehen. Becerra schrieb dazu im Interview mit dem Tales of the Macabre: „Chuck was just as inspired by me as I was by him. We are inspired by Motörhead and Exodus at first, but then it was free for all. We're just trying to make music.“
Die deutlich schlechtere Produktion des ein Jahr später veröffentlichten Nachfolgers Beyond the Gates, für die The-Rods-Drummer Carl Canedy verantwortlich zeichnete, markierte den Beginn des rapiden Abstiegs der Band aus der Top-Liga des Death Metal, in der Bands wie Death, Morbid Angel oder Obituary die Spitze übernahmen.
Ab 1986 nahm Larry LaLonde Gitarrenunterricht bei Joe Satriani. Das Resultat war dann auf der EP The Eyes of Horror zu hören, die auch von Satriani produziert wurde. Im Juni 1987 trennte sich die Band. Drei Jahre später wurde Jeff Becerra auf der Straße bei einem bewaffneten Überfall von mehreren Kugeln u. a. in die linke Brust getroffen, eine der Kugeln blieb im Rückgrat stecken und verursachte eine Querschnittlähmung. Becerra zog sich anschließend aus dem Musikleben zurück, studierte Jura und Sozialwissenschaften und gründete eine Familie. 1990 versuchte Mike Torrao die Band mit neuer Besetzung wieder ins Leben zu rufen, aber ohne an den Erfolg der vergangenen Jahre anschließen zu können. 1993 löste sich Possessed in dieser Besetzung auf. Mike Torrao gründete daraufhin die Band Iconoklast, löste diese Band aber noch vor der Jahrtausendwende ebenfalls auf.
Als Fenriz, Schlagzeuger der Band Darkthrone, den Sampler Fenriz Presents… The Best of Old-School Black Metal zusammenstellte, auf dem bedeutende Künstler der ersten und zweiten Welle des Black Metal zu finden sind, wollte er auch Possessed mit aufnehmen. LaLonde jedoch lehnte es ab, ein Stück seiner Band beizusteuern.
2003 konnte die Band Sadistic Intent Jeff Becerra, der zu der Zeit seine neue Band Side Effect anführte, dazu bewegen, als Gastsänger bei der Coverversion des Lieds The Exorcist mitzuwirken, das auf dem Tributealbum Seven Gates of Horror - A Tribute to Possessed veröffentlicht wurde. 2007 entschloss sich Becerra, Possessed gemeinsam mit den Musikern von Sadistic Intent wieder aufleben zu lassen, nachdem das polnische Plattenlabel Immortal Records der Band ein neues Sign-Up angeboten hatte. Ein Auftritt auf dem Wacken Open Air sollte das Comeback einläuten. Es war für Becerra der erste Auftritt seit seiner Schussverletzung vor 17 Jahren. Im Mai 2017 unterzeichnete die Band einen Vertrag bei Nuclear Blast.
Am 10. Mai 2019 erschien ihr neues Album Revelations of Oblivion. Possessed nehmen seitdem wieder zunehmend Auftritte wahr und spielten 2019 auf dem Rock Hard Festival in Deutschland sowie 2020 auf der 70000 Tons of Metal, wobei Jeff Becerra stets einen persönlichen Assistenten zur Unterstützung beim täglichen Bedarf dabei hat. Das komplette Management der Band sowie die Pressearbeit wird seit der Reunion ebenfalls von Jeff Becerra übernommen.

## Diskografie

### Studioalben
| Jahr | Titel Musiklabel                      | Höchstplatzierung, Gesamtwochen, AuszeichnungChartplatzierungen (Jahr, Titel, Musiklabel, Platzierungen, Wochen, Auszeichnungen, Anmerkungen) | Höchstplatzierung, Gesamtwochen, AuszeichnungChartplatzierungen (Jahr, Titel, Musiklabel, Platzierungen, Wochen, Auszeichnungen, Anmerkungen) | Anmerkungen                            |
| Jahr | Titel Musiklabel                      | DE | CH | Anmerkungen                            |
| ---- | ------------------------------------- | --- | --- | -------------------------------------- |
| 1985 | Seven Churches Combat Records         | — | — | Erstveröffentlichung: 16. Oktober 1985 |
| 1986 | Beyond the Gates Combat Records       | — | — | Erstveröffentlichung: 31. Oktober 1986 |
| 2019 | Revelations of Oblivion Nuclear Blast | DE12 (3 Wo.)DE | CH57 (1 Wo.)CH | Erstveröffentlichung: 10. Mai 2019     |

### Kompilation
- 1992: Victims of Death: The Best of Possessed

### Livealbum
- 2004: Agony in Paradise

### Videoalbum
- 2006: Possessed by Evil Hell

### EPs
- 1987: The Eyes of Horror
- 2003: Fallen Angels
- 2003: Resurrection (Split mit Side Effect)
- 2006: Ashes From Hell

### Demos
- 1984: Death Metal
- 1985: Demo
- 1985: Pre-production
- 1985: Seven Churches
- 1991: Demo
- 1992: Demo II
- 1993: Demo